# Ondrej Nepela
Ondrej Nepela, né le 22 janvier 1951 à Bratislava et mort le 2 février 1989 à Mannheim, est un patineur artistique slovaque qui représenta la Tchécoslovaquie dans la fin des années 1960 et au début des années 1970.
Médaillé d'or aux Jeux olympiques d'hiver de 1972, il fut aussi 3 fois champion du monde, 5 fois champion d'Europe et 8 fois champion de Tchécoslovaquie. Il terminera sa carrière comme patineur artistique professionnel et entraineur.

## Biographie

### Carrière sportive
Ondrej Nepela commence à patiner à 7 ans, il est alors entrainé par Hilda Múdra
En 1964, à seulement 13 ans, il participe aux Jeux olympiques d'hiver à Innsbruck en Autriche. Il se classe 22e pour sa première compétition internationale majeure.
Il enchaine ensuite les compétitions internationales. Il participe 5 fois aux Championnats d'Europe de patinage artistique entre 1969 et 1973, aux Championnats du monde de 1971, 1972 ainsi qu’aux Jeux olympiques d'hiver de 1972 à Sapporo au Japon.
Médaillé d’or au concours individuel lors de cette dernière compétition, il souhaite mettre un terme à sa carrière. Les prochains Championnats du monde se déroulant à Bratislava, sa ville natale, il décide de retarder sa retraite pour y participer. Il y obtient une nouvelle médaille d’or au concours individuel hommes avec notamment la note maximale de 6.0 pour sa prestation au programme libre.

### Reconversion
Il quitte le patinage amateur après les mondiaux de 1973 à Bratislava.
Il meurt du sida le 2 février 1989 à Mannheim, à l'âge de 38 ans.

### Vie privée
En 2000, Toller Cranston déclare dans son autobiographie qu'il a eu une brève relation avec Ondrej Nepela aux Championnats du monde de 1973.

## Palmarès
| Compétitions                    | 1964    | 1965    | 1966    | 1967    | 1968    | 1969    | 1970    | 1971    | 1972    | 1973    |  |  |  |  |  |
| Jeux olympiques d'hiver         | 22e     |         |         |         | 8e      |         |         |         | 1er     |         |  |  |  |  |  |
| Championnats du monde           | 17e     | 16e     | 8e      | 6e      | 6e      | 2e      | 2e      | 1er     | 1er     | 1er     |  |  |  |  |  |
| Championnats d’Europe           |         | 8e      | 3e      | 3e      | 3e      | 1er     | 1er     | 1er     | 1er     | 1er     |  |  |  |  |  |
| Championnats de Tchécoslovaquie | 2e      | 1er     | 1er     | 1er     | 1er     | 1er     | F       | 1er     | 1er     | 1er     |  |  |  |  |  |
|                                 |         |         |         |         |         |         |         |         |         |         |  |  |  |  |  |
| Autre compétition               | 1963/64 | 1964/65 | 1965/66 | 1966/67 | 1967/68 | 1968/69 | 1969/70 | 1970/71 | 1971/72 | 1972/73 |  |  |  |  |  |
| Moscou Skate                    |         |         |         | 1er     |         |         |         |         |         |         |  |  |  |  |  |
| Légende : F = Forfait           |         |         |         |         |         |         |         |         |         |         |  |  |  |  |  |

## Postérité
La Zimný štadión Ondreja Nepelu, une patinoire située à Bratislava, est nommée en son honneur.